# Westliches Grauhörnchen
Das Westliche Grauhörnchen  (Sciurus griseus) ist ein nordamerikanisches Nagetier aus der Familie der Hörnchen (Sciuridae). Es wurde im Jahr 1818 von George Ord zuerst beschrieben, basierend auf Notizen von Lewis und Clark in The Dalles in Wasco County.

## Merkmale
Das Fell des Westlichen Grauhörnchens hat eine graue Färbung und hat stellenweise hellere Flecken. An der Bauchseite, der Kopfunterseite und den Innenseiten der Extremitäten ist es cremefarben bis weiß. Die Schwanzaußenseiten können auch weiß gefärbt sein. Um die Augen bildet das Fell einen weißen Ring.
Das Westliche Grauhörnchen erreicht eine Gesamtkörperlänge von 45 bis 60 cm (Körper und Schwanz je 25 bis 30 cm) und wiegt 350 bis 950 Gramm. Damit gehört es zu den größten Arten aus der Gattung der Eichhörnchen (Sciurus) und ist an der US-amerikanischen Westküste die größte natürlich vorkommende Art dieser Gattung.
Die Ohren sitzen sehr weit hinten am Schädel und besitzen keine Haarbüschel (Pinsel). Die Ohren sind nur an der Außenseite behaart, die sich im Winter rotbraun färbt. Es gibt keinen Dimorphismus zwischen den Geschlechtern.

## Lebensweise
Das Westliche Grauhörnchen ist überwiegend tagaktiv. Es legt sich allerdings bei hohen Temperaturen zur Mittagszeit zur Ruhe. Während der warmen Jahreszeiten bewohnen die Tiere einfache Nester aus Zweigen, die mit Blättern, Moos, Flechten und Rindenstücken ausgelegt sind. Die Nester für die Jungen können auch mit Haaren des Schwanzes gepolstert sein. Die Überwinterung erfolgt jedoch in festen Nestern in Baumhöhlen. Dies sind meist verlassene Bruthöhlen von Spechten. Das Westliche Grauhörnchen verringert in der kalten Jahreszeit seine Aktivität, hält jedoch keine Winterruhe.
Westliche Grauhörnchen sind Einzelgänger, die sich zumeist im Geäst hoher Bäume aufhalten. Den Boden betreten sie, um auf einen anderen Baum zu wechseln, wenn dieser zu weit vom vorhergehenden entfernt steht. Aus dem Stand können die Tiere Sprünge von bis zu 2 Meter vollführen.

### Ernährung
Das Westliche Grauhörnchen ist Allesfresser. So ernährt es sich von Nüssen, Eicheln, Beeren, Knospen und Baumsamen aber auch Insekten, Käfer, Motten, Fröschen, Vogeleier und Vögel. Im Herbst verzehren die Tiere auch Pilze.
Das Westliche Grauhörnchen geht meist in den frühen Morgen- und Abendstunden auf Nahrungssuche. Als Vorrat für den Winter legt es Nahrungsreserven in Erdlöchern und Baumhöhlen an. Pro Tag nimmt das Westliche Grauhörnchen, je nach Alter und Geschlecht, zwischen 43 und 52 Gramm Nahrung zu sich.

### Fortpflanzung
Die Geschlechtsreife erreicht das Westliche Grauhörnchen bereits mit etwa 10 bis 11 Monaten. Jedoch können die Männchen aufgrund von Rivalitätskämpfen die Weibchen erst Ende des Zweiten Lebensjahres begatten.
Die Paarungszeit beginnt um den Jahreswechsel. Allerdings kann sie sich in nördlicheren Regionen wegen des längeren Winters bis spätestens zum Juni hinausschieben. Beide Geschlechtspartner leben polygam. Nach einer Tragzeit von etwa 43 bis 45 Tagen bringt das Weibchen zwischen zwei und fünf Jungtiere zur Welt. Jedes wiegt etwa 15 Gramm. Die Brutpflege erfolgt gut drei Monate ausschließlich durch das Weibchen. Die Entwicklung der Jungen ist, verglichen mit anderen Eichhörnchen, langsam. So lösen sie sich erst im Alter von drei Monaten von der Mutter und verlassen ihr Nest in den ersten sechs Lebenswochen nicht.

## Verbreitung

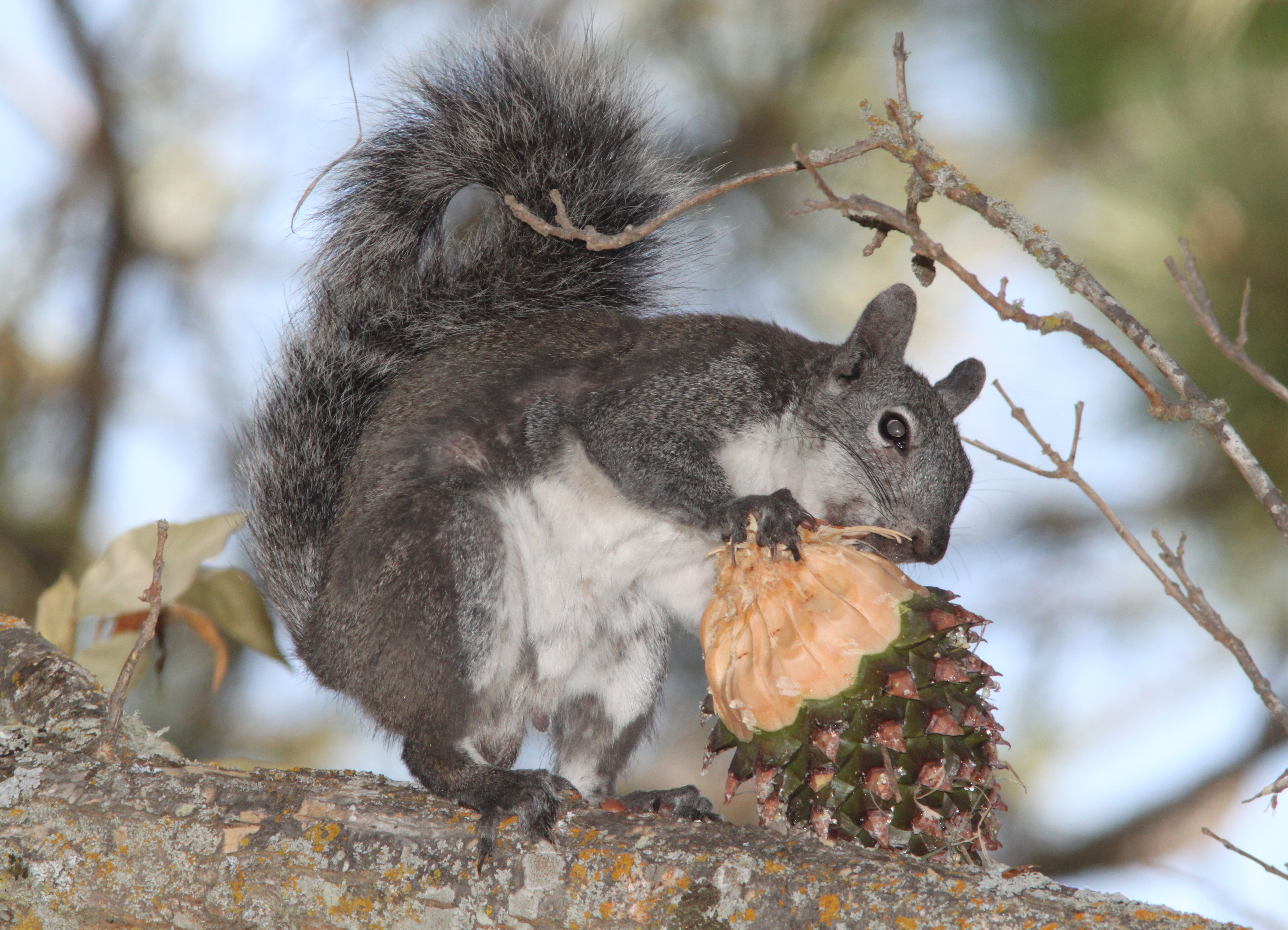
Westliches Grauhörnchen im San Luis Obispo County

Das Westliche Grauhörnchen ist in den Wäldern der westlichen Staaten der USA verbreitet; insbesondere in Kalifornien, Oregon, Washington und im äußersten Westen von Nevada. Es ist sowohl in der Ebene als auch im Hochgebirge bis zu 2.500 Metern anzutreffen.

## Ökologie und Gefährdung
Das Westliche Grauhörnchen trägt aufgrund seiner hohen Sammeltätigkeit von Samen von Bäumen und Sträuchern zum ausgewogenen Wachstum des Waldes bei. Daher gilt es als ausgesprochen wichtig für dessen Bestand. In der Roten Liste der IUCN wird das Westliche Grauhörnchen als „Least Concern“ (nicht gefährdet) und im Washingtoner Artenschutzabkommen gar nicht geführt, da sie heute noch überall häufig anzutreffen sind. Darüber hinaus sind die Tiere sehr anpassungsfähig und fühlen sich auch in der Nähe von Menschen wohl. So haben sie in einigen Regionen (etwa in den Nationalparks in den Vereinigten Staaten) ihre Scheu nahezu gänzlich abgelegt. Jedoch ist durch die Zerstörung des Lebensraumes eine Gefährdung in absehbarer Zeit nicht auszuschließen.

## Unterarten
Es gibt drei Unterarten:
- Sciurus griseus griseus – Ord, 1818 (von Zentral-Washington bis in den Westen der Sierra Nevada in Zentral-Kalifornien)
- Sciurus griseus nigripes – Bryant, 1889 (vom Süden des San Francisco Bay bis San Luis Obispo County)
- Sciurus griseus anthonyi – Mearns, 1897 (von San Luis Obispo bis Süd-Zentral Kalifornien)